# Tao Jiaming

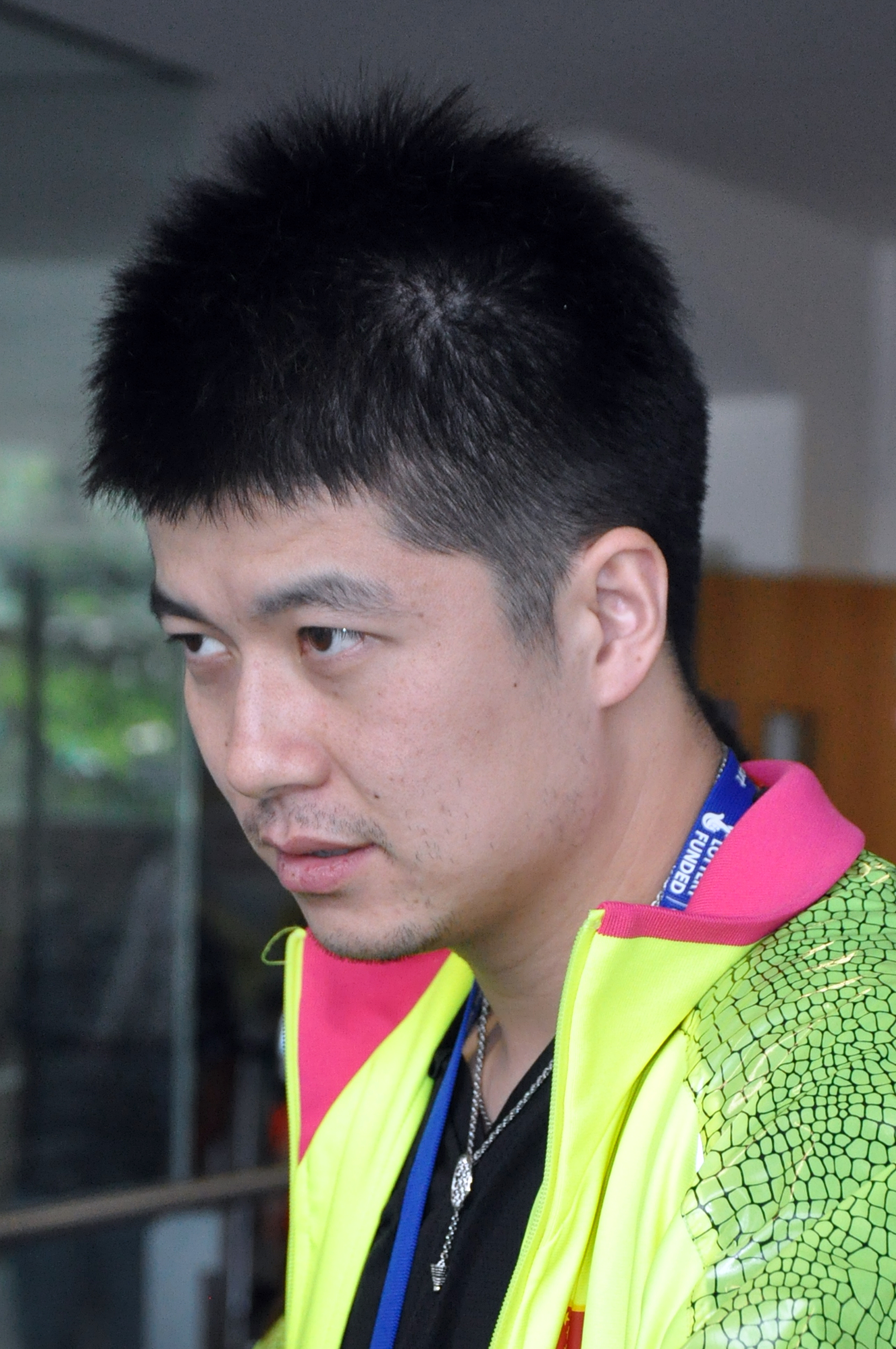
Tao Jiaming 2011

Tao Jiaming (chinesisch 陶嘉明, Pinyin Táo Jiāmíng, * 25. Oktober 1985 in der Provinz Jiangsu) ist ein chinesischer Badmintonspieler.

## Karriere
Bei der Badminton-Asienmeisterschaft 2009 wurde Tao Jiaming Dritter im Mixed mit Ma Jin. Das China Masters 2009 gewann er mit Wang Xiaoli. 2010 siegte er wieder mit einer anderen Partnerin bei den Malaysia Open. Bis ins Viertelfinale konnte er sich bei der All England Super Series 2010 und der Swiss Open Super Series 2010 vorkämpfen, während er es bei der Korea Open Super Series 2010 bis ins Finale schaffte. Bei der Welthochschulmeisterschaft 2008 wurde er Dritter im Doppel mit Sun Junjie.

## Sportliche Erfolge
| Saison | Veranstaltung              | Disziplin    | Platz | Name                      |
| ------ | -------------------------- | ------------ | ----- | ------------------------- |
| 2008   | Welthochschulmeisterschaft | Herrendoppel | 3     | Tao Jiaming / Sun Junjie  |
| 2009   | China Masters              | Mixed        | 1     | Tao Jiaming / Wang Xiaoli |
| 2009   | Asienmeisterschaft         | Mixed        | 3     | Tao Jiaming / Ma Jin      |
| 2010   | Malaysia Open              | Mixed        | 1     | Tao Jiaming / Zhang Yawen |
| 2010   | Korea Open                 | Mixed        | 2     | Tao Jiaming / Zhang Yawen |
| 2012   | Thailand Open              | Mixed        | 1     | Tao Jiaming / Tang Jinhua |